# Жан III де Грайї
Жан III де Грайї, або де Грайлі (фр. Jean III de Grailly; 1331 — 7 вересня 1376) — капталь де Бюш (1343), віконт Беножа та Кастільйона, граф Бігора з 1369 року, французький полководець у Столітній війні (на стороні Англії).
Народився між 1 грудня 1330 та 28 лютого 1331, ймовірно в Бордо. Син Жана II де Грайї (пом. 1343) та його дружини Бланш де Фуа.
Від померлого в 1362 брата Гастона успадкував його частина капталату Бюш, від померлого в 1357 (1356) року діда, П'єра II де Грайї — віконства Бенож і Кастільйон, після чого став одним із наймогутніших сеньйорів Гасконі.
В історичних джерелах найчастіше називається капталь де Бюш .
Із юних років перебував на службі в англійських королів, оскільки вони, як герцоги Аквітанії, були його сюзеренами. Один із перших кавалерів ордена Підв'язки (1348).
У 1355 році очолив делегацію гасконських дворян, які прибули до Англії просити захисту від французького короля. Їм на допомогу вирушила армія під керівництвом Едуарда Чорного Принца, що висадилася в Бордо у вересні.
У битві при Пуатьє (1356) командував гасконським загоном. На думку багатьох істориків, його роль була вирішальною у цій битві. Зі своїм кінним загоном він пройшов милю чи дві під прикриттям невеликого пагорба та заростей і непомітно для французів опинився в них у тилу, викликавши паніку.
Після миру в Бретіньї капталь де Бюш вступив у союз із королем Наварри Карлом Злим у прагненні відвоювати свої нормандські володіння. У битві при Кошерелі (16 травня 1364) він командував наваррськими військами, зазнав поразки і потрапив у полон до Бертрана дю Геклена. Був звільнений за наказом французького короля Карла V, який до того ж дав йому в лен сеньйорію Немур, за яку Жан де Грайї приніс омаж. Однак це не сподобалося Чорному Принцу, і капталь де Бюш від Немура відмовився.
У 1369 році Столітня війна відновилася. Щоб у Жана де Грайї був стимул до активних дій, Чорний Принц передав йому графство Бігорр. Проте вже наступного року його зайняли французькі війська.
Після смерті Джона Чендоса (2 січня 1370) капталь де Бюш став конетаблем Аквітанії. У битві при Субізі 23 серпня 1372 він знову потрапив у полон до французів.
Помер у Парижі у замку Тампль 7 вересня 1376 року. За переказами, безпосередньою причиною стала звістка про смерть Чорного Принца. За наказом короля похований із почестями.
Дружина (весілля 27 листопада 1350) — Роза д'Альбре. Дітей не було.
Всі свої володіння Жан де Грайї заповів дядьку — Аршамбо де Грайї .